# الن (لوئیزیانا)
الن (به انگلیسی: Allen) یک منطقهٔ مسکونی در ایالات متحده آمریکا است که در لوئیزیانا واقع شده‌است.